# MACS M3

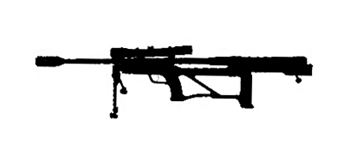
Схема MACS M3

MACS M3 — важка снайперська гвинтівка хорватського виробництва. Виготовляється в Загребі фірмою RH Alan. Являє собою, по суті, модель MACS-M2A, переобладнану за схемою буллпап шляхом переміщення збірного блоку приклада вперед, так що поздовжньо-ковзний поворотний затвор виступає ззаду. Це зроблено, щоб скоротити загальну довжину до 1,11 м та зменшити вагу з сошкою і оптичним прицілом до 8,8 кг. Багато компонентів, в тому числі ручний ковзний затвор і оптичні приціли, залишаються такими самими, як і в MACS M2A, хоча довжина ствола зазнала незначного скорочення. Балістичні характеристики MACS M3 залишаються схожими на ті, які має MACS M2A. Цією гвинтівкою можна стріляти тільки з правого плеча.

## Факти
.50 MACS M3, MACS M2
- Тип: великокаліберна гвинтівка
- Місце походження: Хорватія
- Строк використання: 1991 – донині
- Роки випуску: 1991 – донині
- Моделі: MACS M3, M2 MACS

## Користувачі
- Хорватія
- Словенія
- Боснія і Герцеговина
- Сербія
- Румунія

## Технічні характеристики
- Вага: 12 кг
- Патрон: станкового кулемета Браунінга .50
- Тип боєпостачання: однозарядний
- Механізм: ковзний затвор